# Gare de Bleret
La gare de Bleret est une gare ferroviaire belge de la ligne 36 de Liège à Bruxelles, située à Bleret section de la ville de Waremme dans la province de Liège.
La halte est mise en service en 1886 ou 1887 et elle n'est plus desservie le week-end depuis 1994.
Halte voyageurs de la Société nationale des chemins de fer belges (SNCB), elle est desservie par des trains Suburbains (S).

## Situation ferroviaire
Établie à 126 mètres d'altitude, la gare de Bleret est située au point kilométrique (PK) 76,683 de la ligne 36, de Bruxelles-Nord à Liège-Guillemins, entre les gares de Waremme et de Remicourt.

## Histoire

### Mise en service
La halte de Bleret est mise en service en 1886 ou 1887. En 1890, la desserte quotidienne est de deux trains, celui du matin en direction de Liège et celui du soir venant de Liège.

### Utilisation auXXesiècle
Ce nouveau point d'arrêt va être utilisé par les habitants du village mais aussi par ceux des parties des localités dont il est le moyen le plus proche pour prendre le train. Cette augmentation de la fréquentation de la halte a une incidence sur la desserte qui en 1910 est passée quotidiennement à une quinzaine de circulations dans chaque sens, dont quatre ont la gare de Liège pour origine ou destination.
Durant la Première Guerre mondiale la halte est fermée de janvier 1916 au début mars 1920. En 1927, la halte dépend de la gare de Remicourt.
En 1949, une étude réalisée par l'Université de Liège s'interroge sur l'importance de l'impact du chemin de fer sur la structure du village de Bleret. Elle constate notamment, que dès 1890, le village compte parmi ses hommes actifs, 29% d'ouvriers industriels et qu'au fil du temps les nouveaux habitants ont étendu la zone urbaine vers la halte en construisant leurs maisons le long de la route qui mène à la voie ferrée.

### Risques de suppression
La suppression de l'arrêt est envisagé par la SNCB en juillet 1987, mais il est finalement conservé sous la forme d'un arrêt sans surveillance géré par la gare de Waremme. La proposition de fermeture est de nouveau d'actualité en février 1993, néanmoins cette solution radicale est finalisée par un compromis intermédiaire avec pendant le service d'hiver 1993 une desserte uniquement par des trains heures de pointes (P). À partir du 29 mai 1994 la desserte est supprimée le week-end.
La fréquentation de la halte est quotidiennement de 27 montées en 2007 et 25 en 2009. C'est alors une halte avec deux quais bas long de 220 et 255 mètres et un passage sous voies, elle ne dispose pas, d'aménagements pour les personnes à mobilité réduite, de parkings pour les vélos et pour les véhicules, ni de correspondances avec un bus ou un taxi.
En 2013, la fréquence des dessertes et d'un train L par heure, dans chaque sens. Cette même année le bilan de l'état de la halte est médiocre car les installations, identiques à celles de 2009n ont été plus ou moins vandalisées. Infrabel entreprend d'importants travaux l'année suivante, avec notamment la reprise des voies et la reconstruction de quais hauts. Ce chantier d'infrastructure est complété notamment par une remise en état du passage sous voies et du mobilier de la halte qui est maintenant accessible aux personnes à mobilité réduite, car si les rampes pour l'accès au souterrain et les entrées de plain-pied pour les quais étaient déjà présents, les quais hauts et les dalles podotactiles complètent maintenant l'accessibilité.
À partir du 3 septembre 2018, les trains Omnibus et d'heure de pointe (P) sont renommés trains Suburbains (S) et intégrés à la ligne S44 du RER liégeois (Waremme / Landen - Liège / Flémalle-Haute).

### Desserte actuelle

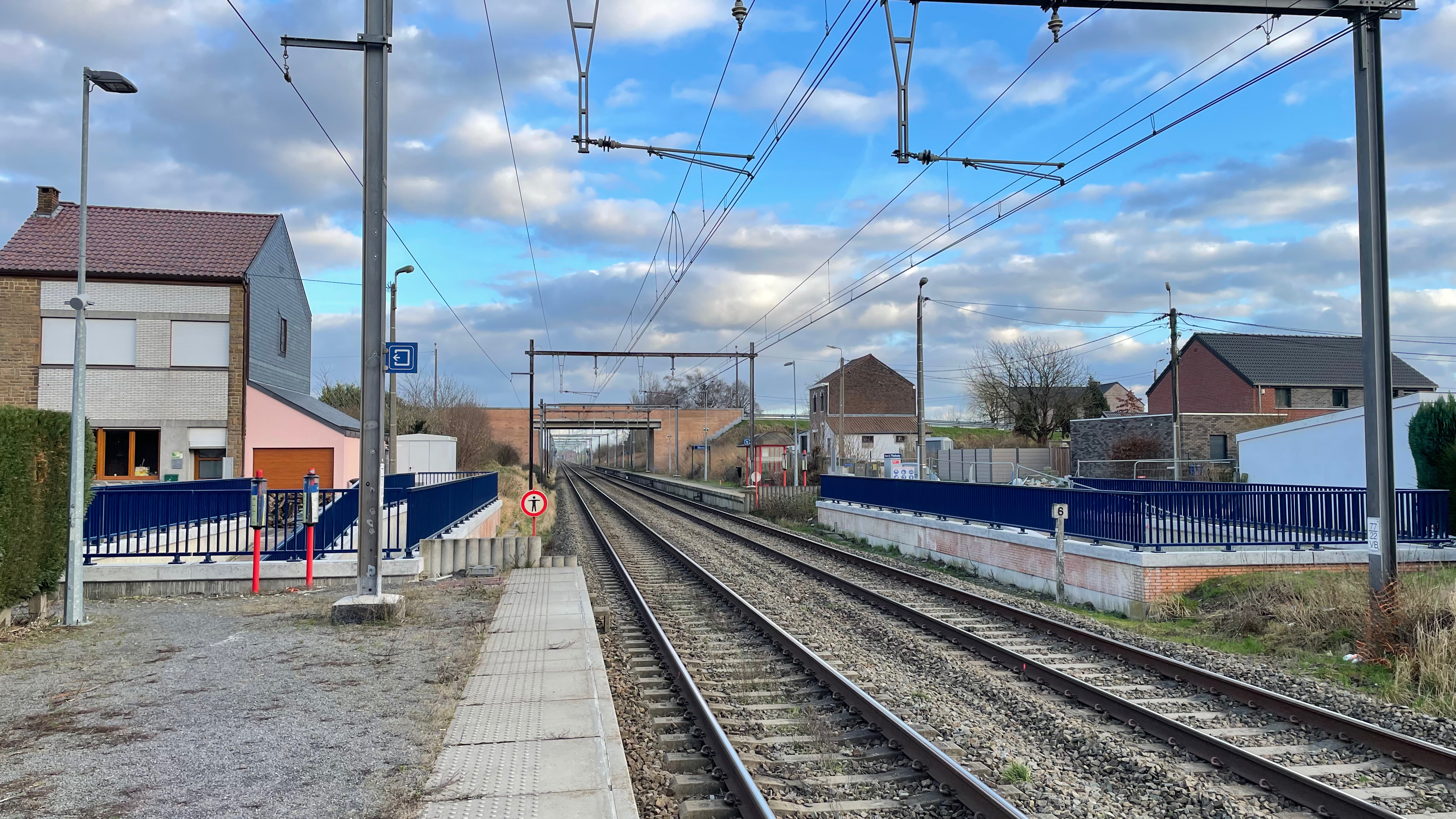
Quais et passage souterrain.

Au nouvel horaire de service de décembre 2019 la halte conserve sa desserte quotidienne du lundi au vendredi, cadencée à un train par heure. Pour le sens Waremme - Liège il y a quatorze trains S cadencés à l'heure moins quatre minutes, entre 6 h 56 et 19 h 56 avec quatre trains S d'heure de pointe en renforcement à 7 h 13, 8 h 22, 12 h 24 et 16 h 21. Pour le sens Liège - Waremme, il y a quinze trains S, entre 6 h 2 et 20 h 2, renforcés par un train S supplémentaire à 7 h 34. Certains des trains supplémentaires sont prolongés vers Landen.
La réouverture de la Ligne 125A de Liège à Flémalle via la rive droite de la Meuse entraîna le prolongement de quelques-uns des trains desservant Bleret entre Liège-Guillemins et Flémalle-Haute (via Ougrée et Seraing en heure de pointe à partir du 10 juin 2018.

## Service des voyageurs

### Accueil
Halte SNCB, c'est un point d'arrêt non géré (PANG) à accès libre. Les quais sont équipés d'abris.
Un passage souterrain permet la traversée des voies et l'accès aux quais.

### Desserte
Bleret est desservie par des trains Suburbains (S44) de la SNCB (voir brochure SNCB de la ligne 36).
En semaine, la desserte est constituée de trains S44 reliant Landen à Liège-Guillemins et Visé, toutes les heures. Ils sont renforcés par des trains P ou S44 supplémentaires de Landen à Liège-Guillemins (deux, le matin), un d'Ans à Landen (le matin) et un de Waremme à Liège-Guillemins (l’après-midi). Le mercredi midi, un S44 supplémentaire relie Waremme à Liège-Guillemins.
Les week-ends et jours fériés, la desserte est uniquement constituée de trains S44 reliant Landen à Liège-Guillemins et circulant toutes les heures dans chaque sens.

### Intermodalité
Il n'y a pas de parking aménagé à proximité.

## Comptage voyageurs
Le graphique et le tableau montrent le nombre de passagers qui en moyenne embarquent durant la semaine, le samedi et le dimanche.
| Nombre de voyageurs qui embarquent à la gare de Bleret | Nombre de voyageurs qui embarquent à la gare de Bleret | Nombre de voyageurs qui embarquent à la gare de Bleret | Nombre de voyageurs qui embarquent à la gare de Bleret |
|                                                        | Semaine                                                | Samedi                                                 | Dimanche                                               |
| ------------------------------------------------------ | ------------------------------------------------------ | ------------------------------------------------------ | ------------------------------------------------------ |
| 1977                                                   | 59                                                     | 9                                                      | 8                                                      |
| 1978                                                   | 45                                                     | 7                                                      | 3                                                      |
| 1979                                                   | 51                                                     | 10                                                     | 8                                                      |
| 1980                                                   | 55                                                     | 8                                                      | 5                                                      |
| 1981                                                   | 40                                                     | 5                                                      | 4                                                      |
| 1982                                                   | 37                                                     | 8                                                      | 8                                                      |
| 1983                                                   | 55                                                     | 4                                                      | 3                                                      |
| 1984                                                   | 57                                                     | 3                                                      | 5                                                      |
| 1985                                                   | 54                                                     | 5                                                      | 8                                                      |
| 1986                                                   | 43                                                     | 4                                                      | 4                                                      |
| 1987                                                   | 38                                                     | 3                                                      | 6                                                      |
| 1988                                                   | 28                                                     | 11                                                     | 7                                                      |
| 1989                                                   | 26                                                     | 5                                                      | 3                                                      |
| 1990                                                   | 27                                                     | 3                                                      | 8                                                      |
| 1991                                                   | 34                                                     | 6                                                      | 2                                                      |
| 1992                                                   | 35                                                     | 3                                                      | 2                                                      |
| 1993                                                   | 15                                                     | -                                                      | -                                                      |
| 1994                                                   | 7                                                      | -                                                      | -                                                      |
| 1995                                                   | 6                                                      | -                                                      | -                                                      |
| 1996                                                   | 10                                                     | -                                                      | -                                                      |
| 1997                                                   | 10                                                     | -                                                      | -                                                      |
| 1998                                                   | 12                                                     | -                                                      | -                                                      |
| 1999                                                   | 20                                                     | -                                                      | -                                                      |
| 2000                                                   | 23                                                     | -                                                      | -                                                      |
| 2001                                                   | 25                                                     | -                                                      | -                                                      |
| 2002                                                   | 33                                                     | -                                                      | -                                                      |
| 2003                                                   | 26                                                     | -                                                      | -                                                      |
| 2004                                                   | 29                                                     | -                                                      | -                                                      |
| 2005                                                   | 30                                                     | -                                                      | -                                                      |
| 2006                                                   | 30                                                     | -                                                      | -                                                      |
| 2007                                                   | 27                                                     | -                                                      | -                                                      |
| 2008                                                   | -                                                      | -                                                      | -                                                      |
| 2009                                                   | 25                                                     | -                                                      | -                                                      |
| 2010                                                   | -                                                      | -                                                      | -                                                      |
| 2011                                                   | -                                                      | -                                                      | -                                                      |
| 2012                                                   | 32                                                     | -                                                      | -                                                      |
| 2013                                                   | 41                                                     | -                                                      | -                                                      |
| 2014                                                   | 33                                                     | -                                                      | -                                                      |
| 2015                                                   | 63                                                     | -                                                      | -                                                      |
| 2016                                                   | 72                                                     | -                                                      | -                                                      |
| 2017                                                   | 36                                                     | -                                                      | -                                                      |
| 2018                                                   | 52                                                     | -                                                      | -                                                      |
| 2019                                                   | 51                                                     | -                                                      | -                                                      |
| 2020                                                   | 36                                                     | -                                                      | -                                                      |
| 2021                                                   | -                                                      | -                                                      | -                                                      |
| 2022                                                   | 52                                                     | 44                                                     | 23                                                     |
| 2023                                                   | 61                                                     | 24                                                     | 22                                                     |
| 2024                                                   | 58                                                     | 17                                                     | 22                                                     |